# Jan Zagers
Jan Zagers (Meer, 20 marzo 1931 – Gooreind, 19 maggio 2022) è stato un ciclista su strada belga.
Professionista dal 1952 al 1963, ottenne numerosi piazzamenti nella Liegi-Bastogne-Liegi, tra cui un secondo posto nel 1958.

## Palmarès
- 1953 (Dilettanti, una vittoria)

Circuit de la Meuse
- 1954 (Indipendenti, tre vittorie)

Liège-Charleroi-Liège
Ronde Meuse-Ardenne
4ª tappa Route de France
- 1955 (Indipendenti, sei vittoria)

Championnat du Hainaut
Circuit Disonnais
Flèche Halloise
- 1956 (Griffon/Elevé, quattro vittoria)

Tour du Limbourg
2ª tappa Giro del Belgio (Charleroi > Florenville)
1ª tappa Tour de Picardie
6ª tappa Tour de l'Ouest
- 1957 (Peugeot, cinque vittorie)

Liegi-Bastogne-Liegi
Hoeilhaart-Diest-Hoeilhaart
Anversa-Ougrée
Cras-Avernas
2ª tappa Quatre Jourse de Dunkerque (Dunkerque > Dunkerque)
- 1958 (Peugeot, quattro vittorie)

Anversa-Ougrée
Circuit des deux Provinces
1ª tappa Tour de Picardie
Classifica generale Tour de Picardie
- 1959 (Peugeot, cinque vittorie)

Parigi-Bruxelles
Classifica generale Tour de Picardie
4ª tappa Quatre Jourse de Dunkerque (Dunkerque > Dunkerque)
1ª tappa Tour de l'Ouest
9ª tappa Tour de l'Ouest
- 1961 (Peugeot, due vittoria)

Grote Prijs Stad Zottegem
5ª tappa Tour de Champagne
- 1962 (Peugeot, una vittoria)

4ª tappa, 2ª semitappa Giro del Belgio (Ostenda > Bruxelles)

### Altri successi
- 1953 (Griffon/Elevé una vittoria)

Kermesse di Houtem-Vilvoorde
- 1954

Giro di Tongeren
1ª tappa Giro delle Asturie
- 1957

Kessel Lier
Weekend Ardennais
- 1961 (Peugeot, quattro vittorie)

Kermesse di Balen
Kermesse di Hoegaarden
Criterium di Lanaken
Criterium di Zottegem
- 1962 (Peugeot, una vittoria)

Criterium di Aarschot

## Piazzamenti

### Grandi giri
- Tour de France

1955: 56°
1957: ritirato
1960: ritirato

### Classiche monumento
- Milano-Sanremo

1953: 18º
- Giro delle Fiandre

1955: 13º
1956: 17º
- Liegi-Bastogne-Liegi

1952: 2°
1953: 7°
1956: 14°
1957: 6°
1958: 2º
1959: 6º
1962: 9º
1963: 6º

### Competizioni mondiali
- Campionati del mondo

1959 - In linea: 34º